# Мельников, Анатолий Васильевич (1922—2001)
Анатолий Васильевич Мельников (1922—2001) — младший лейтенант Рабоче-крестьянской Красной Армии, участник Великой Отечественной войны, Герой Советского Союза (1990).

## Биография
Анатолий Мельников родился 6 сентября 1922 года в селе Большая Царе́вщина Самарской области).
Окончил восемь классов школы и первый курс Куйбышевского речного техникума. В марте 1941 года Мельников был призван на службу в Рабоче-крестьянскую Красную Армию. В 1942 году окончил Борисовское автобронетанковое училище. С декабря того же года — на фронтах Великой Отечественной войны.
К декабрю 1943 года младший лейтенант Анатолий Мельников командовал танком 379-го танкового батальона 173-й танковой бригады 52-й армии 2-го Украинского фронта. Отличился во время освобождения Черкасской области Украинской ССР. В ночь с 10 на 11 декабря 1943 года под Черкассами Мельников во главе группы из двух танков с десантом на броне прошёл в немецкий тыл и атаковал противника на восточной окраине города, уничтожив 4 бронемашины, 12 автомобилей и 2 склада, а также около роты немецкой пехоты. В том бою танк Мельникова был подбит, а сам он получил тяжёлое ранение, но был спасён и отправлен в госпиталь. Командование, не зная о том, что Мельников выжил, посмертно представило его к званию Героя Советского Союза, однако тогда представление не было реализовано. В апреле 1944 года Мельников был уволен в запас по ранению.
Проживал в Самаре, окончив речной техникум, работал на речных теплоходах, затем преподавал в том же техникуме.

## Награды
- Указом Президента СССР от 5 мая 1990 года за «мужество и героизм, проявленные в боях с немецко-фашистскими захватчиками», Анатолий Мельников был удостоен высокого звания Героя Советского Союза с вручением ордена Ленина и медали «Золотая Звезда» за номером 11607[1].
- Был также награждён орденами Красного Знамени и Отечественной войны 1-й степени, рядом медалей[1].